# Jean Zay
Jean Zay (6 de agosto de 1904 – 20 de junio de 1944) fue un político y masón francés. Ocupó el cargo de ministro de Educación y Bellas Artes entre 1936 y 1939. Fue encarcelado por el Gobierno de Vichy en agosto de 1940, hasta que fue asesinado en 1944.

## Biografía
Zay nació en Orleans, en el departamento de Loiret, a unos 130 km al sur de París. Su padre, León Zay, descendiente de una familia judía de Metz, nació y murió en Orleans, donde fue director de diario radical socialista Le Progrès du Loiret. Su madre, Alice Chartres, era maestra. Fue educado en el Liceo Pothier de Orleans, y se convirtió en abogado en 1928. Se unió al Partido Radical con 21 años de edad. Con su esposa, tuvo dos hijas, Catherine Martin-Zay, y Hélène Mouchard-Zay (nacida en 1940).

## Carrera política
En mayo de 1932 fue elegido diputado del parlamento francés por el departamento de Loiret, en las listas del Partido Radical. Derrotó al anterior representante del Partido Popular Democrático, Maurice Berger y se convirtió en uno de los Jóvenes Turcos que querían renovar el Partido Radical. Fue decisivo para que el partido se uniera al Frente Popular en 1935. Tras las elecciones de 1936, fue ministro de Educación Nacional y de Bellas Artes desde junio de 1936. Durante su mandato, se prolongó el horario escolar, así como el tiempo de permanencia de los alumnos y se inició el estudio de un nuevo un plan de estudios común para las escuelas primarias.
En 1938, Jean Zay propuso la creación de un festival internacional de cine en Francia. Debido al estallido de la Segunda Guerra Mundial, la inauguración del Festival de Cine de Cannes fue pospuesta hasta el año 1946.

## Segunda Guerra Mundial
Dimitió como ministro en 1939 para unirse al Ejército francés en el estallido de la Segunda Guerra Mundial, sirviendo como teniente segundo adjunto de la sede del Cuarto Ejército . Siguió siendo un diputado hasta 1942, y fue dado el permiso para asistir a la última sesión del Parlamento francés, que se celebró en Burdeos en junio de 1940. Después de la invasión de Francia por la Alemania Nazi en 1940, fue uno de los pasajeros a bordo de la embarcación Le Massilia que a la izquierda de Burdeos obligado a Casablanca 21 de junio de 1940, con la intención de formar una resistencia de gobierno en el Norte de África. Fue detenido en agosto de 1940, por deserción, y regresó a Francia, donde estuvo recluido en la prisión militar en Clermont-Ferrand.
Una campaña de prensa, organizada por Philippe Henriot, el ministro de información en el gobierno de Vichy, llamados para su ejecución por ser "judío, masón y miembro del Partido Radical", y apuntando a su poema antiguerra de marzo de 1924, Le Drapeau (La Bandera), como evidencia de su falta de patriotismo.
Fue declarado culpable de deserción por un tribunal militar en octubre de 1940, y condenado a la pérdida de rango militar y la deportación de por vida. A cabo en Marsella, su sentencia fue conmutada por uno de internamiento en Francia, y fue recluido en la prisión en Riom, compartiendo una celda con el Rabino Edward Gourévitch. Se le permitió comunicarse con sus amigos y familia, y no intentó huir. Fue sacado de la prisión por tres miliciens el 20 de junio de 1944, Henri Millou, Charles Develle y Pierre Cordier, supuestamente, de modo que podía ser transferido a Melun. Lo asesinaron en un bosque cerca de una cantera abandonada, en un lugar llamado Les Malavaux en la faille du Puits du diable, en los Molles en Allier.

## Rehabilitación
Zay fue rehabilitado a título póstumo por la corte de apelación de Riom, en julio de 1945. Su cuerpo fue encontrado con los de otros dos cadáveres en 1946, bajo un montón de piedras. Los tres fueron enterrados de nuevo juntos en Cusset, pero el cuerpo de Zay fue exhumado en 1947 y se identificaron a través de sus registros dentales. Zay fue enterrado en Orléans en 1948. Se erigió un monumento cerca del lugar de su muerte, en Molles.
El miliciano Charles Develle fue declarado culpable del asesinato de Zay en febrero de 1953, y condenado a trabajos forzados de por vida, aunque fue puesto en libertad dos años después.
En Trélazé la calle Jean Zay se rotuló en su honor y un premio literario, el Premio Jean Zay, fue creado en su honor en 2005. 
En marzo de 2014 el presidente de Francia François Hollande anunció su intención de reconocer a Jean Zay en el Panteón de París como una figura destacada de la Resistencia, junto con Pierre Brossolette, Germaine Tillion y Geneviève de Gaulle-Anthonioz. La ceremonia oficial se celebró el 27 de mayo de 2015, Día Nacional de la Resistencia.